# Медицинска школа „Два хероја” Нови Пазар
Медицинска школа „Два хероја” је средња школа у Новом Пазару. Основана је 19. априла 2007. одлуком Владе Републике Србије.

## Историја
Медицинска школа „Два хероја” у Новом Пазару је установа која обавља образовно–васпитну делатност средње стручне школе за подручје рада здравство и социјална заштита, образовних профила за које је верификована решењем одговарајуће службе Министарства просвете Републике Србије. Медицинска школа у Новом Пазару формирана је као самостална школа 19. априла 2007. одлуком Владе Републике Србије, а званично је започела са радом као самостална 1. септембра 2007.
Све до оснивања самосталне Медицинске школе а почев од 1. септембра 2000, школа је деловала као Медицинска школа Краљево делатност ван седишта. Решењем Министарства просвете Републике Србије број 022-05-106/94-03 од 16. октобра 2000. школи као истуреном одељењу одобрена су два одељења у подручју рада здравство и социјална заштита за образовни профил медицинска сестра - техничар у просторијама Економско-трговинске школе у Новом Пазару.
Од 1. септембра 2002. истурено одељење се сели у адаптирану зграду у улици Расима Халиловића бб која је претходно припадала угоститељском предузећу Липа из Новог Пазара. Школске 2002/03. истурено одељење бројало је укупно 7 одељења. Свих седам одељења су истог образовног профила: Медицинска сестра - техничар. Европска инвестициона банка и Влада Србије су у мају 2005. потписале Споразум о реализацији пројекта, којим је предвиђена изградња пет основних школа и три средње школе, једна од њих је и Медицинска школа у Новом Пазару. Школа се налази у улици Радничка/Косанчићева.